# Bematistes pseudeuryta
Bematistes pseudeuryta is een vlinder uit de familie van de Nymphalidae. De wetenschappelijke naam van de soort is voor het eerst voorgesteld door Frederick DuCane Godman en Osbert Salvin in een publicatie uit 1890.
De soort komt voor in de Centraal Afrikaanse Republiek, Zuid-Soedan, Congo-Kinshasa en West-Oeganda.